# Bouarouss
Bouarouss (franska: Bouarouss (CR), Bouarouss (Commune Rurale), arabiska: تاهلة (البلدية)) är en kommun i Marocko.   Den ligger i provinsen Taounate och regionen Fès-Meknès, i den nordöstra delen av landet, 190 km öster om huvudstaden Rabat. Antalet invånare är 18 495.